# Álbum de grandes êxitos
Um álbum de grandes êxitos (também conhecido como álbum de maiores sucessos ou álbum de sucessos) serve como uma compilação de canções por um artista ou banda em particular. Na maioria das vezes, o alinhamento de faixas contém gravações lançadas anteriormente que obtiveram um alto grau de notabilidade na carreira do músico. No entanto, para aumentar o apelo, especialmente para pessoas que já possuem a versão original, é comum a inclusão de remisturas, ou até mesmo material novo (inédito). Às vezes, a colectânea engloba as músicas que serviram como single de vários álbuns do repertório do artista.